# Dornier Do 24
Dornier Do 24 é um hidroavião trimotor desenvolvido pela companhia alemã Dornier para a marinha holandesa. Baseado no design básico do Do 18, um bimotor desenvolvido para a Luftwaffe, era ainda maior e foi utilizado como aeronave de busca e salvamento (SAR) e patrulha marítima. O primeiro protótipo voou pela primeira vez em 3 de julho de 1937.
Os aparelhos participaram da Segunda Guerra Mundial no front do pacífico contra os japoneses, primeiramente pela Holanda, depois integrados as forças australianas. Os aparelhos que estavam na Europa foram incorporados pela Luftwaffe após a queda da Holanda. Continuou a ser fabricado em versões posteriores pela Dornier e usado pela Alemanha no decorrer da guerra.
Após a guerra, foram transferidos e operados pela França até 1955 e pela Espanha até 1971. No início da década de 1980, a Dornier obteve um dos aviões espanhóis e desenvolveu a versão modernizada Do-24TT com trem de pouso triciclo retrátil para pouso em terra, novos motores PT6A-45B e uma nova asa. Apesar do excelente desempenho da aeronave, nenhuma empresa se interessou em adquiri-lo.
Este exemplar único foi comprado por Iren Dornier, neto de Claudius Dornier, fundador da Dornier, e colocada em condições de voo. Seus sistemas foram atualizados e esta foi redesignada como Do-24ATT.
Esta aeronave percorre o mundo, participando de eventos aeronáuticos e sendo exibida a toda humanidade. Em março de 2006, ela visitou o Rio de Janeiro, realizando pousos e decolagens na Baía de Guanabara e ficando em exibição no Museu Aeroespacial (MUSAL). A aeronave foi capa da Revista Asas, do site Air Online e foi matéria na Revista WEBASAS , importantes publicações (impressas e eletrônicas) de história e cultura aeronáutica do Brasil.

## Versões
- Do-24K-1 - Versão com motores Wright Cyclone de 900 hp cada fabricada pela Aero-Metall em Zurique, Suíça.
- Do-24K-2 - Versão com motores Wright Cyclone de 900 hp cada fabricada na Holanda.
- Do 24N-1 -
- Do-24T - Versão com motores Bramo 323R-2 de 1000 hp cada.
- Do 24T-2 -
- Do 24T-3 -
- Do-24TT - Versão modernizada construída na década de 1980 pela Dornier.
- Do 318 -

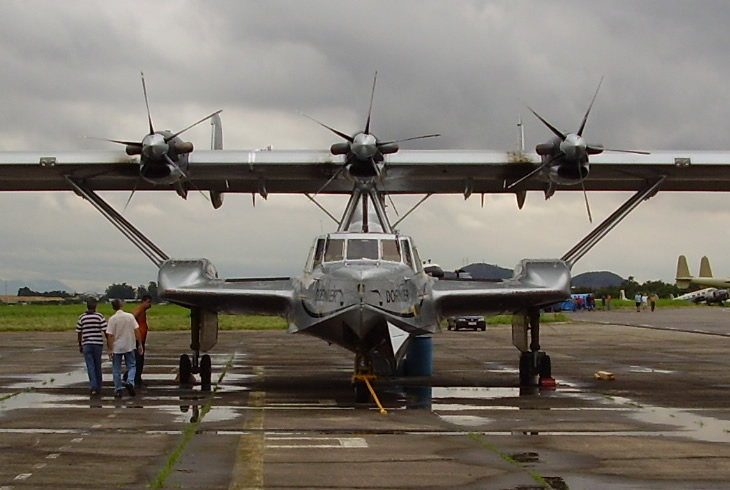
Do-24ATT no MUSAL
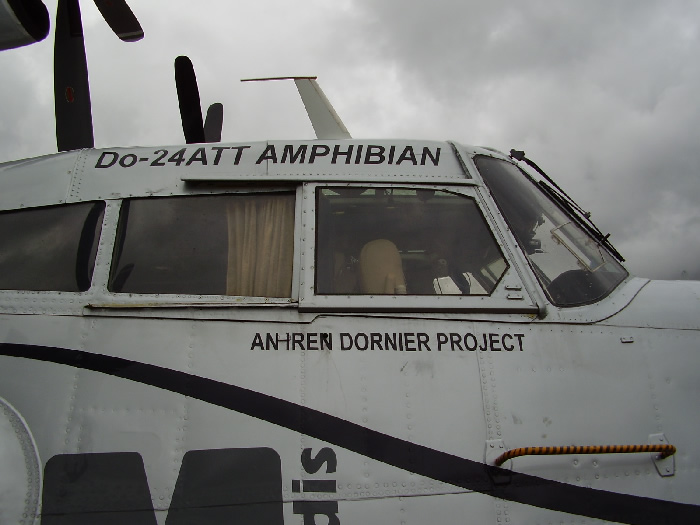
Do-24ATT, detalhe da cabine.